# Novaculoides macrolepidotus
Novaculoides macrolepidotus  es una especie de peces de la familia de los Labridae y del orden de los Perciformes.

## Morfología
Los machos pueden alcanzar los 15 cm de longitud total.

## Distribución geográfica
En el océano Índico y en el Pacífico occidental. Se encuentra desde el Mar Rojo y África Oriental hasta Nueva Guinea y el norte de las islas Ryukyu y el sur de la isla de Lord Howe.